# Trixi Worrack
Beatrix Worrack, detta Trixi (Cottbus, 28 settembre 1981), è un'ex ciclista su strada, pistard e ciclocrossista tedesca. Attiva tra le Elite dal 2000 al 2021, nel 2004 ha vinto il Tour de l'Aude e nel 2006 la medaglia d'argento in linea ai campionati del mondo su strada di Salisburgo.

## Palmarès

### Strada
- 1998

Campionati del mondo, Prova a cronometro Juniores
- 2001

Classifica generale Vuelta a Mallorca
7ª tappa International Challenge
3ª tappa 3-Länder Tour
4ª tappa Tour de Suisse
- 2002

1ª tappa GP Krásná Lípa
3ª tappa GP Krásná Lípa
4ª tappa GP Krásná Lípa
2ª tappa Thüringen Rundfahrt
Campionati europei, Prova in linea Under-23
- 2003

Campionati tedeschi, Prova in linea
- 2004

1ª tappa Gracia-Orlová
3ª tappa Tour de l'Aude
9ª tappa Tour de l'Aude
Classifica generale Tour de l'Aude
Classifica generale GP Krásná Lípa
4ª tappa Holland Tour
7ª tappa Giro della Toscana
Classifica generale Giro della Toscana
- 2005

Primavera Rosa
10ª tappa Tour de l'Aude
4ª tappa Iurreta-Emakumeen Bira
5ª tappa Iurreta-Emakumeen Bira
- 2007

9ª tappa Tour de l'Aude
6ª tappa Thüringen Rundfahrt
Classifica generale Albstadt Etappenrennen
- 2008

6ª tappa Thüringen Rundfahrt (Zeulenroda > Zeulenroda)
Prologo Albstadt Etappenrennen (Truchtelfingen > Truchtelfingen, cronometro)
1ª tappa Albstadt Etappenrennen (Pfeffingen > Pfeffingen)
Classifica generale Albstadt Etappenrennen
2ª tappa Holland Tour (Hellendoorn > Hellendoorn, cronometro)
- 2009

Classifica generale Gracia-Orlová
6ª tappa Tour de l'Aude (Osséja > Osséja)
Campionati tedeschi, Prova a cronometro
8ª tappa Giro d'Italia (San Marco dei Cavoti > Pesco Sannita)
- 2010 (Equipe Noris Cycling, sei vittorie)

1ª tappa O cenu Českého Švýcarska (Krásná Lípa > Krásná Lípa)
2ª tappa O cenu Českého Švýcarska (Jiříkov > Jiříkov)
3ª tappa O cenu Českého Švýcarska (Bogatynia > Bogatynia, cronometro)
4ª tappa O cenu Českého Švýcarska (Rumburk > Rumburk)
5ª tappa O cenu Českého Švýcarska (Varnsdorf > Krásná Lípa)
Classifica generale O cenu Českého Švýcarska
- 2011 (AA Drink-Leontien.nl, una vittoria)

5ª tappa Giro della Toscana (Segromigno in Piano > Capannori)
- 2012 (Specialized-Lululemon, quattro vittorie)

2ª tappa Tour of Qatar (Al Zubarah Fort > Madinat ash Shamal)
4ª tappa Gracia-Orlová (Lichnov > Lichnov)
3ª tappa Thüringen Rundfahrt (Greiz > Greiz)
4ª tappa Thüringen Rundfahrt (Altenburg > Altenburg, cronometro)
- 2013 (Team Specialized-Lululemon, una vittoria)

Campionati tedeschi, Prova in linea
- 2015 (Velocio-SRAM, due vittorie)

Classifica generale Tour of California
Campionati tedeschi, Prova in linea
- 2016 (Canyon-SRAM Racing, due vittorie)

Classifica generale Tour of Qatar
Campionati tedeschi, Prova a cronometro
- 2017 (Canyon-SRAM Racing, una vittoria)

Campionati tedeschi, Prova a cronometro
- 2018 (Canyon-SRAM Racing, una vittoria)

2ª tappa, 2ª semitappa BeNe Tour (Sint-Laureins > Sint-Laureins, cronometro)

#### Altri successi
- 2012 (Team Specialized-Lululemon)

4ª tappa, 2ª semitappa Energiewacht Tour (Veendam > Oude Pekela, cronosquadre)
Open de Suède Vårgårda TTT (cronosquadre)
2ª tappa Holland Tour (Dronten, cronosquadre)
Campionati del mondo, Cronometro a squadre
- 2013 (Team Specialized-Lululemon)

Open de Suède Vargarda TTT (cronosquadre)
1ª tappa Belgium Tour (Warquignies > Angreau, cronosquadre)
2ª tappa Holland Tour (Coevorden, cronosquadre)
Campionati del mondo, Cronometro a squadre
- 2014 (Specialized-Lululemon)

3ª tappa, 2ª semitappa Energiewacht Tour (Midwolda, cronosquadre)
Open de Suède Vargarda TTT (cronosquadre)
Campionati del mondo, Cronometro a squadre
- 2015 (Velocio-SRAM)

2ª tappa, 2ª semitappa Energiewacht Tour (De Onlanden, cronosquadre)
Campionati del mondo, Cronometro a squadre
- 2018 (Canyon-SRAM)

Campionati del mondo, Cronometro a squadre
- 2019 (Trek-Segafredo)

Vårgårda WestSweden TTT (cronosquadre)

### Pista
- 2008

Campionati tedeschi, Corsa a punti

### Ciclocross
- 2012-2013

Campionati tedeschi, gara Elite

## Piazzamenti

### Grandi Giri
- Tour de l'Aude

2003: 5ª
2004: vincitrice
2005: 2ª
2006: 3ª
2007: 2ª
2008: 3ª
2009: 2ª
2010: 10ª
- Giro d'Italia

2009: 18ª
2011: 46ª
2013: non partita (8ª tappa)
2014: 71ª
2016: non partita (5ª tappa)
2017: non partita (5ª tappa)
2019: 105ª

### Competizioni mondiali
- Campionati del mondo su strada

Valkenburg 1998 - Cronometro Juniores: vincitrice
Verona 1999 - Cronometro Juniores: 3ª
Verona 1999 - In linea Juniores: 2ª
Plouay 2000 - In linea Elite: 31ª
Lisbona 2001 - In linea Elite: 17ª
Hamilton 2003 - In linea Elite: 16ª
Verona 2004 - Cronometro Elite: 13ª
Verona 2004 - In linea Elite: 4ª
Madrid 2005 - Cronometro Elite: 36ª
Madrid 2005 - In linea Elite: 10ª
Salisburgo 2006 - Cronometro Elite: 9ª
Salisburgo 2006 - In linea Elite: 2ª
Stoccarda 2007 - In linea Elite: 18ª
Varese 2008 - In linea Elite: 5ª
Mendrisio 2009 - Cronometro Elite: 12ª
Mendrisio 2009 - In linea Elite: 29ª
Melbourne 2010 - In linea Elite: 7ª
Copenaghen 2011 - In linea Elite: 64ª
Limburgo 2012 - Cronosquadre: vincitrice
Limburgo 2012 - Cronometro Elite: 8ª
Toscana 2013 - Cronosquadre: vincitrice
Toscana 2013 - Cronometro Elite: 5ª
Toscana 2013 - In linea Elite: 20ª
Ponferrada 2014 - Cronosquadre: vincitrice
Ponferrada 2014 - Cronometro Elite: 10ª
Richmond 2015 - Cronosquadre: vincitrice
Richmond 2015 - Cronometro Elite: 10ª
Richmond 2015 - In linea Elite: 12ª
Doha 2016 - Cronosquadre: 2ª
Doha 2016 - Cronometro Elite: 7ª
Doha 2016 - In linea Elite: 73ª
Bergen 2017 - Cronosquadre: 4ª
Bergen 2017 - Cronometro Elite: 17ª
Bergen 2017 - In linea Elite: 52ª
Innsbruck 2018 - Cronosquadre: vincitrice
Innsbruck 2018 - Cronometro Elite: 15ª
Innsbruck 2018 - In linea Elite: ritirata
Imola 2020 - In linea Elite: ritirata
- Giochi olimpici

Atene 2004 - In linea: 25ª
Atene 2004 - Cronometro: 15ª
Pechino 2008 - In linea: 20ª
Londra 2012 - In linea: 33ª
Londra 2012 - Cronometro: 9ª
Rio de Janeiro 2016 - In linea: 43ª
Rio de Janeiro 2016 - Cronometro: 16ª
Tokyo 2020 - In linea: ritirata